# پروانه‌ای روی چرخ
پروانه‌ای روی چرخ (به انگلیسی: Butterfly on a Wheel) یا از پا افتاده (به انگلیسی: Shattered) فیلمی تلویزیونی محصول سال ۲۰۰۷ و به کارگردانی مایک بارکر است. در این فیلم بازیگرانی همچون پیرس برازنان، جرارد باتلر، ماریا بلو، کلوم کیت رنی، داستین میلیگان و کلودت مینک ایفای نقش کرده‌اند.